# Akumulator
Akumulator, električni (lat. accumulare: nakupljati, nagomilati) je sekundarni električni članak, naprava (tzv. „spremnik energije“) u kojoj se električna energija pretvara u kemijsku (punjenje akumulatora), ostaje u njoj pohranjena i zatim se, prema potrebi, može nanovo pretvoriti u električnu (pražnjenje). Pripada po kategoriju galvanski sekundarni članak. Radi se o punivoj vrsti baterije. Razlog punjivosti ovih baterija je što je kemijska reakcija koja stvara struju reverzibilna.
Najpoznatije i najstarije vrste sekundarnih baterija olovno-kiselinski i NiCd akumulator. NiMH i litij-ionska baterija novije su povijesti.

## Osobine i svojstva
Uporabni podaci kojima se opisuje akumulator jesu:
- nazivni napon,
- uporabni napon,
- nazivni kapacitet koji je umnožak struje, i vremena pražnjenja, izražen u ampersatima (A˙h), i
- korisnost te specifični kapacitet (A˙h/kg) ili specifična energija (W˙h/kg).

Načelno, umnožak vremena pražnjenja akumulatora s prosječnom jakošću struje pražnjenja trebao bi biti jednak kapacitetu akumulatora. Međutim, u stvarnosti kapacitet značajno ovisi o urednosti režima pražnjenja i punjenja.
Svi uobičajeni tipovi akumulatora rade pri temperaturi okoliša.
Bez obzira na tip, akumulatori imaju razmjerno malen specifični kapacitet, olovni 10 do 30 Ah/kg, alkalni 15 do 25 Ah/kg (srebreno-cinkov najviše do 80 Ah/kg). Unatoč tome glavnom nedostatku mnogo se primjenjuju jer su zasad praktički jedini dovoljno jeftini i jednostavno prenosivi spremnici električne energije.

Upotrebljavaju se za pokretanje motora s unutarnjim izgaranjem (u prvom redu olovni akumulator, obično po šest ćelija složenih u baterije, nazivnog napona 12V, kapaciteta 10 do 100Ah) i za napajanje električnih uređaja, ako nema drugoga raspoloživog izvora struje, pa sve do svemirskih letjelica.

Ponegdje služe i kao pričuva za slučaj kratkotrajnih ispada električne mreže. Primjenjuju se i za pogon manjih cestovnih i tračnih vozila, ali im je zbog nedovoljna kapaciteta, kratka vijeka trajanja i velike primjene u te svrhe ograničena.
Razvoj akumulatora usmjeren je prema povećanju specifičnoga kapaciteta, broja mogućih punjenja i pražnjenja te najveće dopuštene struje pražnjenja.
Dodatni ekonomski uvjeti jesu povećanje trajnosti akumulatora, pojednostavljenje rukovanja i održavanja, sve uz tržišno prihvatljivu cijenu. U tom su smislu razvijeni akumulatori s čvrstim elektrolitom (solna talina u litijevo-kloridnom akumulatoru) te s organskim tekućinama i polimerima (litijev akumulator).

Iz skupine alkalnih akumulatora posebno je uspješno razvijen nikleno-vodikov akumulator koji se upotrebljava u svemirskim letjelicama.
Posebna su skupina još nedovoljno razvijeni visokotemperaturni akumulatori, koji imaju rastaljeni ili čvrsti elektrolit, a rade pri temperaturama 300 do 500 °C (natrijevo-sumporni akumulator).
Najveći je proizvođač akumulatora u Hrvatskoj tvornica „Munja“ iz Zagreba, osnovana još 1920. godine.

## Povijest i razvoj akumulatora
Zamisao električnog akumulatora potječe od Nijemca J. W. Rittera još iz 1803., a to je bilo samo tri godine nakon Voltina izuma galvanskog članka.

## Punjenje
Dijagram prikazuje rast napona pri punjenju, odnosno pad napona ćelija pri pražnjenju u zavisnosti od vremena.
Pri punjenju se akumulator priključuje na prikladan izvor (istosmjernog) napona. Prilikom punjenja, pozitivni pol ispravljača za punjenje spajamo na pozitivni pol akumulatora!
Struja koja tada teče uzrokuje u akumulatoru kemijsku reakciju, ovisno o tipu akumulatora. Tako napunjen akumulator postaje izvorom električne energije ako se na njegove elektrode priključi neko trošilo. Ta mogućnost dvosmjerne pretvorbe jedne energije u drugu (reverzibilnost) bitna je značajka akumulatora, za razliku od primarnih, galvanskih članaka, u kojima se kemijska energija samo jednosmjernim procesom pretvara u električnu energiju.

## Olovni akumulator
Olovni akumulator izumio je i razvio francuski fizičar Gaston Plante 1859. godine. U tehnički nešto dotjeranijem obliku taj se akumulator još i danas najviše upotrebljava.

### Svojstva i osobine
Olovni akumulator sastoji se od jednog ili više članaka, koji sadrže dvije olovne ploče (elektrode; katodu i anodu), uronjenih u vodom razrijeđenu sumpornu kiselinu (elektrolit) priklađenih koncentracija (najčešće 38%-tna).
Najčešće su u uporabi olovni akumulatori, koji daju napon od 2 V po ćeliji. Budući da vozila imaju instalaciju za napon 12 V, to se u akumulator ugrađuje šest serijski povezanih ćelija, pa se njihovi naponi zbrajaju.
Često se mjesto dviju ploča, radi većega kapaciteta, upotrebljavaju dva sloga ploča.
Samopražnjenje punoga akumulatora je ~1% dnevno, specifična energija 20-35W•h/kg, djelotvornost 0,75-0,85, a trajnost od dvije do više od 10 godina.

### Način rada (punjenje i pražnjenje)
Stajanjem u sumporovoj kiselini olovne se ploče prevlače na površini slojem olovnog sulfata (PbSO4).

Pri punjenju akumulatora slijedom složenih elektrokemijskih reakcija s elektrolitom, olovni sulfat na pozitivnoj ploči (katodi) oksidira u olovni dioksid (PbO2), a na negativnoj se ploči (anodi) reducira u metalno olovo. Punjenje akumulatora traje sve dok se na elektrodama ne potroši sav olovni sulfat. Ako se tada ne prekine dovođenje električne struje, nastaje elektroliza vode (oslobađaju se plinovi vodik i kisik). Istovremeno, povećava se koncentracija sumporne kiseline (H2SO4). Nakon punjenja elektrode su postale različite pa su zajedno s elektrolitom galvanski članak s nazivnim naponom 2 V.
Ako se na akumulatoru priključi trošilo, kemijska se reakcija zbiva u obratnom smjeru i pretvara se u električnu, a u akumulatoru struja teče u smjeru suprotnom od smjera tijekom punjenja. Pri pražnjenju se odvija suprotan proces, stvarajući napon na elektrodama visine oko 2 V. Pri pražnjenju na objema elektrodama nastaje olovni sulfat(PbSO4), a u elektrolitu voda. Tako su u praznom akumulatoru obje elektrode jednaka kemijskog sastava, a elektrolit je rjeđi. Ukupna se reakcija može opisati reverzibilnom jednadžbom:
PbO2 + 2 H2SO4 + Pb <--> 2 PbSO4 + 2 H2O
Kada se isprazni, akumulator se može ponovno napuniti. Korisnost je olovnog akumulatora 0,7 do 0,8.

### Oprez i opasnosti
- Akumulator ne smije ostati bez elektrolita.
- Olovni akumulator se ne smije prazniti ispod 1,8 V ili dugo stajati van uporabe bez dopunjavanja.
- Ne smije se podvrgnuti suviše jakim strujnim udarima.
- Što se akumulator prazni ili puni jačom strujom, bit će mu manji kapacitet (dakle kraće će održavati dovoljan napon).
- Kapacitet akumulatora smanjuje se i kod niskih temperatura, zbog čega su češći problemi s akumulatorom na vozilima u zimskim mjesecima.
- Direktan kratki spoj na priključcima akumulatora (pogotovo na onima velikog kapaciteta) može biti vrlo opasan, jer proizvodi vatromet snažnog iskrenja koje može uzrokovati teške opekline, požar, oštećenje vida, pa čak dovesti i do eksplozivnog raspada akumulatora.

### Savjeti kod održavanja i punjenja akumulatora
- U normalnom radu akumulator postepeno gubi vodu iz elektrolita. Stoga povremeno treba provjeriti nivo elektrolita, koji mora prekrivati ploče akumulatora za cca 10 mm. Pri tome po potrebi treba dodavati samo (po mogućnosti destiliranu) vodu, a ne kiselinu, jer se kiselina ne gubi hlapljenjem, već se koncentrira. Gubljenje vode smanjeno je kod akumulatora koji su deklarirani kao akumulatori koji ne zahtijevaju održavanje, no nakon dužeg vremena valja i takve provjeriti.
- Struja punjenja akumulatora ne treba prelaziti 1/10 kapaciteta u Ah, u protivnom se neće dobiti pun kapacitet akumulatora.

Režim punjenja bi trebao teći s približno jednakom strujom, što znači da tijekom punjenja treba regulirati napon ispravljača. Nastavak punjenja iza završetka procesa beskorisno pojačava razlaganje vode na vodik i kisik uz pojačano grijanje akumulatora. Umjereno grijanje akumulatora prilikom punjenja je normalno.
- Prilikom punjenja, elektrolizom se na jednoj elektrodi izlučuje kisik, a na drugoj vodik, a smjesa tih plinova, tzv. elektrolitički plin je eksplozivna. Zbog toga se punione za veći broj akumulatora ili za akumulatore velikog kapaciteta (za elektro-viljuškare i druga industrijska vozila) izvode strogo prema tehničkim propisima, u dovoljno prozračenim prostorijama s elektroinstalacijama u protueksplozivnoj (tzv. S) izvedbi.

## Alkalijski akumulator
Alkalijski akumulator ima kao elektrolit vodenu otopinu kalijeva hidroksida (KOH), a prema materijalu elektroda razlikuje se nekoliko njegovih vrsta.
Pozitivne strane:
Alkalijski je akumulator uz jednaki kapacitet lakši od olovnoga, čvršći je, može izdržati veća opterećenja i nagla praženjenja, i dulje traje.
Negativne strane:
Nedostatak mu je što je obično skuplji, ima manju korisnost, a tijekom vremena slabi mu kapacitet. Korisnost je alkalijskog akumulatora oko 0,6.

### Nikal-kadmijev i nikleno-željezni akumulator
Nikal-kadmijev akumulator (tzv. „aku-baterije“) je izumio Šveđanin Jungner, a nikal-željezov Amerikanac T.A.Edison, oba potkraj XIX.st.
U nikal-kadmijevu i nikal-željezovom akumulatoru aktivna je masa katode niklov oksohidroksid (NiOOH), a aktivna masa anode kadmij, onosno željezo. Kemijski se proces prikazuje jednadžbom:
2 NiOOH + 2 H2O + Cd <--> 2 Ni(OH)2 + Cd(OH)2,
a analogno i za nikal-željezov akumulator.
Nazivni je napon jednog članka 1,2V.
Dolaze u prodaju ponajčešće u formatu standardnih baterija, koje su također punjive. Radni napon im je razne voltaže.

### Srebro-cinkov i srebro-kadmijev akumulator
Srebro-cinkov akumulator izumio je Francuz H. Andre polovicom XX.stoljeća.
U srebro-cinkovu i srebro-kadmijevu akumulatoru aktivna se masa katode sastoji od srebrovih oksida (Ag2O i Ag2O2), a aktivna je masa anode cink, odnosno kadmij. Kemijski proces prikazuje jednadžba:
Ag2O2 + 2 H2O + 2 Zn <--> 2 Ag + 2 Zn(OH)2,
a analogno i za srebro-kadmijev akumulator.
Nazivni je napon jednog članka 1,5V.
Trajnost akumulatora, odnosno broj mogućih punjenja prije osjetnog gubitka kapaciteta je ipak ograničena, i kod olovnih akumulatora iznosi svojih 3 - 4 godine, a kod akubaterija i manje (2 godine). I trajnost u velikoj mjeri zavisi o ispravnom održavanju i režimu punjenja i pražnjenja.
Obične baterije koje nisu predviđene za punjenje, ne smiju se puniti, jer je tako dobiveni "dodatni" kapacitet mali, a prilikom punjenja obične baterije mogu eksplodirati.